# Anquela del Ducado
Anquela del Ducado település Spanyolországban, Guadalajara tartományban. Anquela del Ducado Mazarete, Selas és Cobeta községekkel határos. Lakosainak száma 50 fő (2024).

## Népesség
A település lakosságának változását az alábbi diagram mutatja:
| Lakosok száma | 94   | 88   | 72   | 73   | 85   | 74   | 64   | 50   | 59   | 50   |
|               | 2001 | 2004 | 2006 | 2009 | 2011 | 2014 | 2016 | 2019 | 2021 | 2024 |